# سيبريان بيتري بورومب
سيبريان بيتري بورومب (بالرومانية: Ciprian Petre Porumb)‏ مواليد 6 مارس 1971 في كلوج نابوكا، جمهورية رومانيا الاشتراكية، هو لاعب كرة مضرب روماني سابق وكان يلعب باليد اليمنى. أعلى تصنيف له في الفردي كان المركز الـ 394 في سنة 1992. أعلى تصنيف له في الزوجي كان المركز الـ 275 في سنة 1993.

## النهائيات

### الزوجي: 1 (0–1)
| الحصيلة | الرقم | التاريخ        | الدورة                       | الأرضية | الشريك     | المنافس في النهائي       | النتيجة في النهائي |
| ------- | ----- | -------------- | ---------------------------- | ------- | ---------- | ------------------------ | ------------------ |
| الوصافة | 1.    | 13 سبتمبر 1993 | بطولة بوخارست للتنس، رومانيا | ترابية  | جورج كوزاك | مينو أوستينغ ليبور بيميك | 6–7, 6–7           |

## روابط خارجية
- سيبريان بيتري بورومب على موقع رابطة محترفي التنس (الإنجليزية)
- سيبريان بيتري بورومب على موقع الاتحاد الدولي لكرة المضرب (الإنجليزية)
- سيبريان بيتري بورومب على موقع كأس ديفيز (الإنجليزية)
- سيبريان بيتري بورومب على موقع خلاصة التنس.كوم (الإنجليزية)